# Manzonia bacalladoi
Manzonia bacalladoi is een slakkensoort uit de familie van de Rissoidae. De wetenschappelijke naam van de soort is voor het eerst geldig gepubliceerd in 2002 door Segers & Swinnen.